# شديد الحرفوشي
الأمير شديد بن إسماعيل بن موسى الحرفوشي (1683م- 1692م) من أمراء آل حرفوش المشهورين حكام بلاد بعلبك«الذين ينتهي نسبهم إلى حرفوش الخزاعي، من خزاعة العراق، سار جدهم مع سرايا الفتوح واستقر في غوطة دمشق. ولما توجه أبو عبيدة بن الجراح إلى بعلبك عقد للخزاعي راية بقيادة فرقة». حيث «دانت بعلبك وقراها بعد ذلك لحكم الامراء بني الحرفوش وهم عائلة من الشيعة كانوا من الباس والسطوة والفروسية في مكان عظيم» «امتد نفوذ عائلته من حماه حتى صفد، ومارست تأثيراً مباشراً في ولايات حلب ودمشق وطرابلس». كما ذكر الطوباوي غبطة البطريرك مار إسطفان الدويهي في كتابه تاريخ الأزمنة أن حكمهم وصل إلى تدمر بسوريا (ابن صدقة).

## ولده
إسماعيل بن شديد الحرفوش (1712م - 1733م).
خلف إسماعيل حسيناً وشيد داراً للإمارة كما يفيد تاريخ رواه المعلوف عن الخوري نقولا الصايغ.
وحساب جملة مغني البهيج تعادل 1151 هجري.
ولقد سمى على اسم جده الأمير إسماعيل بن موسى الحرفوشي.

## أحواله
إستلم الحكم من عمه ابن صدقة حيث كان حاكما في بعلبك مع إخوته عمر و (يونس) الحرفوشي عام 1671، وفي هذه السنة استنجد الأمير علي الحرفوشي بوالي الشام ليسانده ضد أبناء عمومته، فأمده الوالي بالعساكر التي كبست بعلبك ففر منها الأمراء شديد ويونس وعمر. والظاهر أنهم عادوا إليها قبل العام 1680 م ولا ندري الطريقة أكانت عفواً من الدولة أم أماناً أم عادوا بالقوة؟

في العام 1680 م قدم إلى بعلبك الأمير فارس الشهابي وأخذ المدينة عنوة وفر منها الحرافشة ومنهم الأمير شديد الذي جمع 60 فارسا وطاف فيهم في البلاد متنكرا.
وقد اعتدى رجل من فرسان الأمير فارس الشهابي الكبير على امرأة بعلبكية محصنة فلما علم الأمير شديد بالحادثة ثارت فيه العصبية واقتحم المدينة ب60 فارسا وتقدّم إلى الأمير فارس وطعنه، ويقال أن الطاعن لم يكن الأمير شديد نفسه بل أحد مساعديه ويدعى يوسف سكرية. بعد ذلك حصل صلح بين الحرافشة وبين آل شهاب على ان يدفع الحرافشة دية القتل، كما جاء ضمن عقد الصلح الذي جرى بعد مقتل الأمير فارس شهاب الكبير في 27 من آب سنة 1680م، بواسطة وحضور أحمد المعني، نص في أحد بنوده، على أن لا يسكن في بلاد بعلبك درزي.

### علاقته مع المشايخ الحمادية
إتصفت علاقة آل حرفوش وآل حمادة بالتعاون المشترك طيلة سنوات حكمهم، بما أن كانت تربطهم معاً علاقة وثيقة، ومن المحطات التاريخية التي توثق ذلك، هي عندما أرسل والي دمشق حسن باشا عام 1675 م جيشاً لطرد بن حمادة، لعدم دفعهم المال الأميري، فتم طردهم إلى قرية عين القير فوق أفقا، فلما علم أبناء عشيرتهم بذلك هاجموا بعض القرى وأحرقوها، مما أدى إلى غضب والي دمشق، فبادر الوالي إلى حرق القرى التابعة لهم، وهي وادي علمات، جبة المنيطرة، قصوبا، تولا، عبدلي، بسبينا، شفار وشبطين، كما قام بتعيين الأمير علي بن فخر الدين حاكما عليهم، فداهمهم الأمير علي بخمسة آلاف مقاتل، حينذاك فروا وإحتموا ببعلبك لدي آل الحرفوش ، ثم توسط الأمير شديد الحرفوشي لدي والي دمشق، الذي صفح عنهم وأعاد لهم أملاكهم.

### وقوفه في وجه متولي إيالة طرابلس
عام 1686 م عصت قرية رأس بعلبك على الأمير شديد فهاجمها وخرّبها، فورد الأمر من علي باشا النكدي متولي إيالة طرابلس آنذاك بتأديبه واستعان على ذلك بأحمد المعني (آل معن) وكما استعان الأمير شديد الحرفوشي بآل حمادة، فتقدم النكدي مع المعنيين وأحرقوا 40 قرية لآل حرفوش وآل حمادة ولكنهم بعد ذلك انهزموا وانسحبوا وعادوا إلى طرابلس.

مرة أخرى تأتي أوامر الباب العالي بتأديب الحرافشة والتخلص منهم فيجمع الوالي العثماني كل القوى المحلية التي يمكنه جمعها بمن فيهم أعيان ولايته من (الأغوات) الدنادشة وحكام وداي التيم التابع لولاية دمشق ويسير قاصداً قتال الحرافشة في بعلبك، إلا أن الموقف الشيعي الواحد المقاوم يساهم في الحؤول دون تحقيق هذا الهدف. علماً أن موضوع قريتي رأس بعلبك والقاع كان في أكثر من مناسبة موضوع خلاف الحرافشة مع ولاة الشام الذين اعتبروا القريتين من الأملاك السلطانية المباشرة التي تجبى رسومهما لمطبخ أم السلطان.

## معركة عين الباطنية
إن لجوء الأمير شديد هذه المرة إلى جبل لبنان سبب هجوماً قاده والي طرابلس فأحرق العاقورة وأربعين قرية من قرى الحمادية وهدم قبر الأمير عمر الحرفوش في طورزيا إلا أنه انهزم في معركة عين الباطنية حيث باغته ليلا الحرافشة والحمادية وقتلوا منهم خمسة وأربعين رجلاً وإنهزم العسكر.
أمضى الأمير شديد معظم ولايته في مواجهات متواصلة مع العثمانيين، وكان يضطر في أحيان كثيرة إلى اللجوء إلى البادية، أو إلى الجبال العالية، حسب مقتضيات الثورة الكبرى التي قام بها الشيعة في العقدين الأخيرين من القرن السابع عشر وكان أحد قادتها إلى جانب حسين وإسماعيل في جبل لبنان، والشيخ مشرف الوائلي في جبل عامل.«الأمير شديد طايح في البادية يأوي وله معلوم على الفلاحين الشيعة».

## مدى صحة رواية نفيه إلى كريت
ثم ارسلت الدولة مصطفى باشا قائد العساكر العثمانية إلى بعلبك على رأس 3000 فارس فاستسلم الحرافشة له فأمر بالقبض عليهم وبينهم الأمير شديد ونفاهم إلى جزيرة كريت. هذه الواقعة جرت في العام 1850م كما ذكرت بالتفصيل ذاتهِ في صفحة الأمير حمد الحرفوشي، أي أنها حدثت بعد مرور 158 سنة على وفاة الأمير شديد، لذا يعتقد أنه حدث بعض الالتباس في الأسماء، وما يقطع الشك باليقين في عدم صحة نفي شديد ضمن من تم نفيهم إلى كريت هو الفارق الزمني، حيث قتل قبل هذا التاريخ فيما سمي بمجزرة الثلوج بالإضافة إلى ما رواه المعلوف عن الخوري نقولا الصايغ«خلف إسماعيل حسيناً وشيد داراً للإمارة».
- دم إسماعيل فردوس عدن*** تاريخه مغني البهيج

 أما شديد المذكور في أعيان الشيعة، مجلد 7، الصفحة 335، فقد يكون شديد بن أحمد بن إبراهيم بن إسماعيل الحرفوش أحد أحفاد احفادهِ سمي تيمناً به، كما هو واضح من التسلسل المنطقي للأحداث حيث أن هذه الوقعة جرت مع جهجاه (شديد الحرفوش هو جدهِ لوالدهِ مصطفى؟؟)، وأحداث هذه الوقعة بدأت عندما أراد الجزار أن يسدد حساباته القديمة مع جهجاه فإتفق مع بشير شهاب على عزله والاستعانة على إتمام ذلك بحرفوشي آخر هو قاسم ابن حيدر فجهز الاثنان عسكراً سار من دير القمر وإنضم اليه خمسماية رجل من زحلة والمتن من الأمراء اللمعيين، كان جهجاه في تمنين فالتقى العسكران في أبلح فانتصر عليهم وهربت فرسان الجبل، «أما الزلم فأدركتهم رجال أبو ملحم (جهجاه كان ملقب بأبو ملحم)، الذي من كبر مروءته، كما نبه على رجاله أن لا يقتلوا أحداً بل يشلحوهم فقط سلاحهم وثيابهم ويطلقونهم. وقد قبض على الأمير مراد بن شديد اللمعي فأعاد له حوائجه وفرسه وأطلقه مكرما لأجل صداقة أبيه».

## نهايته
قتل الأمير شديد عام 1692 في مواجهة مع القوات العثمانية بين العاقورة وبعلبك وهو يقاتل مع رجاله وإلى جانبه الحمادية في ما عرف بعد ذلك ب «مجزرة الثلوج» التي مجدها المؤرخون العثمانيون، ففجعت بعلبك أعظم فاجعة وأحرقت وشرد سكانها، وقتل في العام نفسه حسين بن سرحال، قائد الثورة في جبل لبنان. خلفه في الحكم: الأمير حسين الحرفوش (1692م – 1712م).
الذي كان قوياً جداً كما وصفه دبلوماسي فرنسي في تقريره المرفوع إلى حكومته.